# Chriolepis atrimelum
Chriolepis atrimelum és una espècie de peix de la família dels gòbids i de l'ordre dels cipriniformes que es troba al Pacífic oriental central: Isla del Coco.